# 토도 (하동군)
토도(兎島)는 경상남도 하동군 금남면에 있는 섬이다. '토끼섬'이라고도 한다. 특정도서로 지정하여 관리되고 있다.

## 특정도서
토도는 갯잔디가 밀생하고, 수려한 경관을 보유하고 있으며, 거머리말 군락지이며, 무척추동물의 생육이 우수하여 독도 등 도서지역의 생태계보전에 관한 특별법에 의거 특정도서로 지정되었다.
- 지정번호 : 제85호
- 면적 : 21,818m2
- 지번 : 경상남도 하동군 금남면 중평리 산1